# Rolf Rüssmann
Rolf Rüssmann (ur. 13 października 1950 w Schwelm, zm. 2 października 2009 w Gelsenkirchen) – niemiecki piłkarz występujący na pozycji obrońcy.

## Kariera klubowa
Rüssmann jest wychowankiem klubu FC Schwelm 06. W 1969 roku trafił do FC Schalke 04 z Bundesligi. W tych rozgrywkach zadebiutował 29 listopada 1969 roku w zremisowanym 1:1 meczu z Hamburgerem SV. 12 września 1970 roku w wygranym 2:1 pojedynku z Borussią Dortmund strzelił pierwszego gola w Bundeslidze. W 1972 roku wywalczył z klubem wicemistrzostwo RFN. W tym samym roku zdobył z nim Puchar RFN. W tym samym roku Rüssmann został oskarżony o przyjęcie łapówki w zamian za przegranie meczu z Arminią Bielefeld, rozegranego 17 kwietnia 1971 roku (1:0 dla Arminii). W związku z tym w marcu 1973 roku Rüssmann został zawieszony przez Niemiecki Związek Piłki Nożnej na grę lidze niemieckiej. Postanowił więc wyjechać za granicę i został zawodnikiem belgijskiego Club Brugge. Grał tam do końca 1973 roku. W styczniu 1974 roku powrócił do Schalke. W 1977 roku ponownie wywalczył z klubem wicemistrzostwo RFN. Tym razem w Schalke grał 7 lat.
W styczniu 1981 roku Rüssmann odszedł do innego pierwszoligowego zespołu, Borussii Dortmund. Pierwszy ligowy mecz zaliczył tam 12 grudnia 1980 roku przeciwko Borussii Mönchengladbach (0:1). W Borussii występował przez 5 lat. W tym czasie rozegrał tam 149 spotkań i strzelił 18 goli. W 1985 roku zakończył karierę. Zmarł 2 października 2009 roku na raka gruczołu krokowego.

## Kariera reprezentacyjna
W reprezentacji RFN Rüssmann zadebiutował 30 kwietnia 1977 roku w wygranym 2:1 towarzyskim meczu z Jugosławią. 8 marca 1978 roku w wygranym 1:0 towarzyskim pojedynku ze Związkiem Radzieckim strzelił pierwszego gola w drużynie narodowej. W 1978 roku został powołany do kadry na Mistrzostwa Świata. Zagrał na nich w meczach z Polską (0:0), Meksykiem (6:0), Tunezją (0:0), Włochami (0:0), Holandią (2:2) i Austrią (2:3). Tamten mundial RFN zakończył na drugiej rundzie.
W latach 1977–1978 w drużynie narodowej Rüssmann zagrał 20 razy i zdobył 1 bramkę.